# Alberto Angulo
Francisco Alberto Angulo Espinosa (Saragozza, 19 giugno 1970) è un ex cestista e allenatore di pallacanestro spagnolo.
È il fratello maggiore di Lucio Angulo.

## Carriera
Con la Spagna ha disputato i Giochi olimpici di Sydney 2000, i Campionati mondiali del 1998 e tre edizioni dei Campionati europei (1995, 1997, 1999).

## Palmarès
- Campionato spagnolo: 1

Real Madrid: 1999-2000
- Copa del Rey: 1

Saragozza: 1990
- Liga catalana: 2

Lleida: 2002, 2003
- Eurocoppa: 1

Real Madrid: 1996-97